# Ohlsdorf (Amburgo)
Ohlsdorf è un quartiere (Stadtteil) di Amburgo, appartenente al distretto (Bezirk) di Hamburg-Nord.